# Frontière entre l'Espagne et l'Italie
La frontière entre l'Espagne et l'Italie, deux pays membres de l'Union européenne, est entièrement maritime et se situe dans la mer Méditerranée. C'est l'une des frontières intérieures de l'espace Schengen. 
La frontière est située à équidistance des Baléares et de la Sardaigne. Elle est définie par dix points : 
- point A 41° 09.3' N., 5° 56.6 E. (tri-point avec la France) ;
- point B 41° 06.5' N., 5° 57.6' E. ;
- point C 40° 35.7' N., 6° 07.8' E. ;
- point D 40° 31.7' N., 6° 08.9' E. ;
- point E 40° 27.3' N., 6° 10.1' E. ;
- point F 40° 21.5' N., 6° 11.9' E. ;
- point G 40° 01.7' N., 6° 18.0' E. ;
- point H 39° 37.5' N., 6° 18.0' E. ;
- point I 39° 20.8' N., 6° 13.0' E. ;
- point L 38° 55.0' N., 6° 05.8’ E. (tri-point avec l'Algérie).